# Literleistung
Die Literleistung (fachsprachlich besser: spezifische oder Hubraumleistung) eines Verbrennungsmotors ist eine Rechengröße, die dem Zweck dient, Motorleistungen von Motoren unterschiedlicher Hubraumgröße zu vergleichen. Die (spezifische) Hubraumleistung ist der Quotient aus der Nennleistung und dem Hubraum des Motors.
Beispielsweise hat ein Traktor-Motor oder auch ein Schiffsdieselmotor normalerweise eine niedrige Literleistung, da diese auf ein hohes Drehmoment bei geringer Drehzahl ausgelegt sind. Das genaue Gegenteil ist ein Rennmotorrad, das mit geringem Hubraum eine hohe Spitzenleistung erzielt, dafür aber hohe Drehzahlen braucht und nur ein schmales nutzbares Drehzahlband mit brauchbarem Drehmoment hat.
Ein Rechenbeispiel: Bei einer Nennleistung 105 kW und einem Hubraum 2,3 l ergibt sich eine Hubraumleistung von 45,65 kW/l.
Durch das in der Automobilentwicklung in den letzten Jahren übliche Downsizing der Motoren steigen auch bei Volumenmodellen ohne Sportambitionen die Literleistungen beträchtlich an – im Gegenzug werden Motoren mit weniger Hubraum eingesetzt (Beispiel: Ford Ecoboost 1-Liter-Dreizylinder mit bis zu 103 kW Leistung).
Bei Rennmotoren wurden schon 1939 mit Kompressoren und brisanten Treibstoffmischungen Literleistungen von 125 kW/l erreicht, zum Beispiel im Mercedes-Benz W 165. In der sogenannten Turbo-Ära der Formel 1 in den 1980er Jahren war mit Spezialkraftstoffen („Rennbenzin“) und entsprechend justiertem Ladedruck je Kubikzentimeter Hubraum ein PS realisierbar, entsprechend einer Literleistung von zirka 736 kW/l. Diese rasante Entwicklung der Leistungsausbeute aus dem vorgegebenen Hubraum – zulasten von Haltbarkeit, Standfestigkeit und Sicherheit – war damals mit ein Grund, die Reglementierung zu verschärfen und wieder zu 3,5-l-Saugmotoren zurückzukehren.
Häufig wird noch statt der fachlich korrekten (und gesetzlichen) Maßeinheit kW/l die veraltete Einheit PS/l verwendet.